# Iglesia de Santa Bárbara (Sensui)

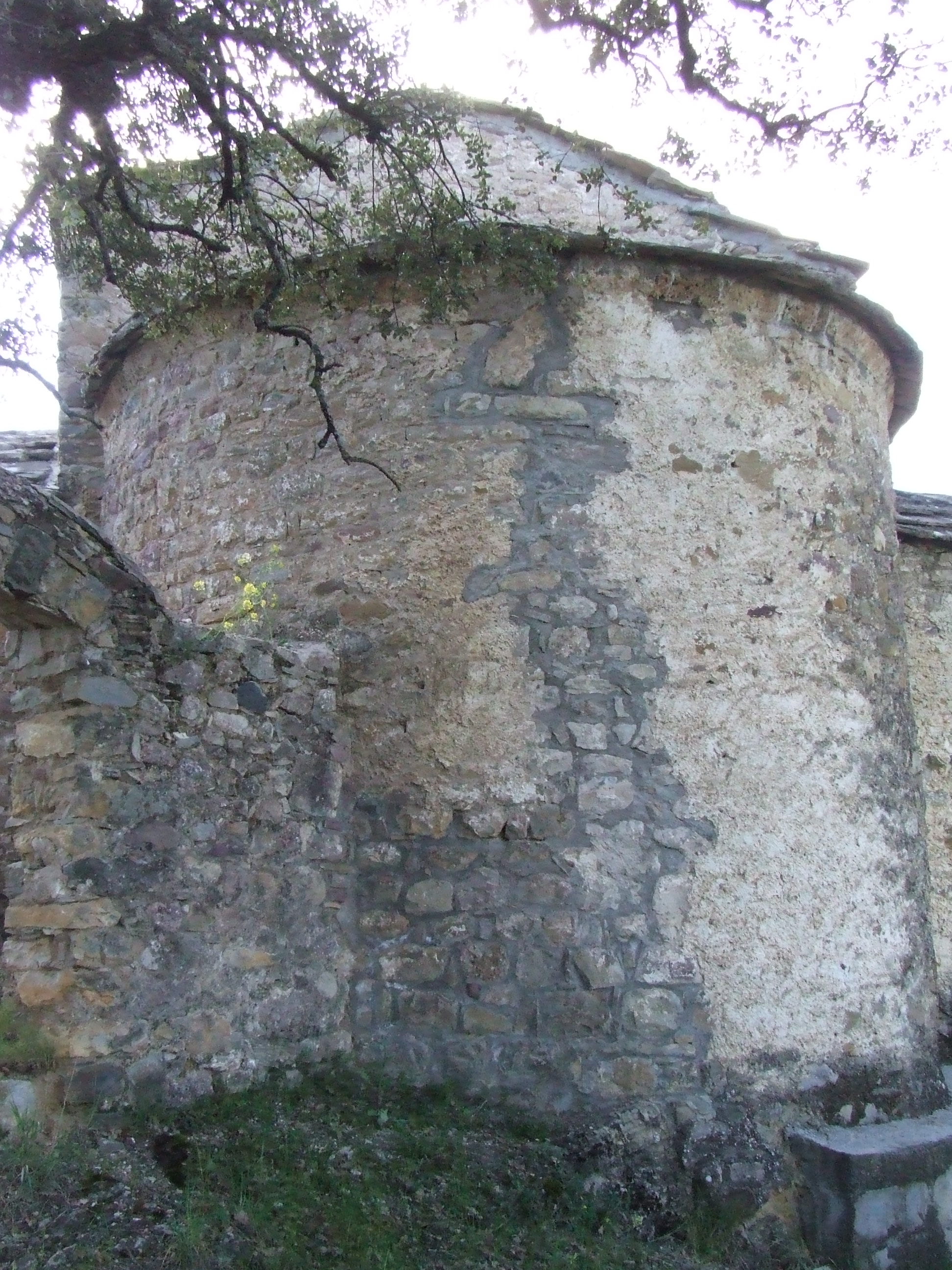
Ábside la iglesia de Santa Bárbara.

La iglesia de Santa Bárbara de Sensui es un edificio románico del pueblo de Sensui, perteneciente al término municipal de Salàs de Pallars, de la comarca del Pallars Jussá. Era sufragánea de la parroquia de San Martín de Rivert.
Muy posiblemente Santa Bárbara no es la advocación original, sino que lo era Santa María. Sin embargo, en 1043 ya consta el patronazgo de Santa Bárbara, aunque en 1204 vuelve a salir como dedicada a santa María. En las visitas pastorales de la Edad Moderna sale siempre bajo el nombre de Santa Bárbara.
Es una construcción románica, con una sola nave y ábside semicircular a levante. Tiene un campanario de espadaña. Su estado de conservación no es muy bueno.